# 具緣提燈蘚
具緣提燈蘚（学名：Mnium marginatum）为提燈蘚科提燈蘚屬下的一个种。

## 扩展阅读
- 維基物種上的相關：具緣提燈蘚